# Tour du Pays basque 2005
La 45e édition du Tour du Pays basque a eu lieu du 4 au 8 avril 2005. La victoire finale est revenue à l'Italien Danilo Di Luca, vainqueur d'une étape. La course est la quatrième épreuve de l'UCI ProTour 2005.

## Présentation

### Equipes
Le Tour du Pays basque figurant au calendrier du ProTour, les 20 UCI Proteams sont présentes, auxquelles il faut ajouter les 2 équipes continentales invitées.
| ProTeams (20)- Bouygues Télécom - Cofidis-Le Crédit par Téléphone - Crédit Agricole - CSC - Davitamon-Lotto - Discovery Channel - Domina Vacanze-De Nardi - Euskaltel-Euskadi - Fassa Bortolo - Gerolsteiner - Illes Balears-Caisse d'Épargne - La Française des jeux - Lampre-Caffita - Liberty Seguros-Würth - Liquigas-Bianchi - Phonak Hearing Systems - Quick Step-Innergetic - Rabobank - Saunier Duval-Prodir - T-Mobile Équipes continentales professionnelles (3)- Comunidad Valenciana - Kaiku - Relax-Fuenlabrada |
| |

## Etapes
| Étape      | Date   | Villes étapes                     | type                        | Distance (km) | Vainqueur d'étape  | Leader du classement général |
| ---------- | ------ | --------------------------------- | --------------------------- | ------------- | ------------------ | ---------------------------- |
| 1re étape  | 4 avr. | Zarautz – Zarautz                 | étape vallonnée             | 133           | Danilo Di Luca     | Danilo Di Luca               |
| 2e étape   | 5 avr. | Zarautz – Trapagaran              | étape vallonnée             | 166           | David Moncoutié    | Aitor Osa                    |
| 3e étape   | 6 avr. | Ortuella – Vitoria-Gasteiz        | étape vallonnée             | 176           | Alejandro Valverde | Aitor Osa                    |
| 4e étape   | 7 avr. | Vitoria-Gasteiz – Altsasu-Alsasua | étape vallonnée             | 167           | Alejandro Valverde | Aitor Osa                    |
| 5e a étape | 8 avr. | Altsasu-Alsasua – Oñati           | étape vallonnée             | 93            | Jens Voigt         | Aitor Osa                    |
| 5e b étape | 8 avr. | Oñati – Oñati                     | contre-la-montre individuel | 9,3           | Alberto Contador   | Danilo Di Luca               |

## Déroulement de la course

### 1reétape
| \| Classement de l'étape \| Classement de l'étape \| Classement de l'étape \| Classement de l'étape \| Classement de l'étape \| \| Coureur \| Coureur \| Pays \| Équipe \| Temps \| \| --------------------- \| ------------------------------ \| --------------------- \| ---------------------- \| --------------------- \| \| 1er \| Danilo Di Luca \| Italie \| Liquigas-Bianchi \| 3 h 10 min 51 s \| \| 2e \| Miguel Ángel Martín Perdiguero \| Espagne \| Phonak Hearing Systems \| + 0 s \| \| 3e \| Alejandro Valverde \| Espagne \| Illes Balears \| + 0 s \| \| 4e \| Jérôme Pineau \| France \| Bouygues Telecom \| + 0 s \| \| 5e \| Damiano Cunego \| Italie \| Lampre-Caffita \| + 0 s \| \| 6e \| David Etxebarria \| Espagne \| Liberty Seguros-Würth \| + 0 s \| \| 7e \| Michael Boogerd \| Pays-Bas \| Rabobank \| DQ \| \| 8e \| Constantino Zaballa \| Espagne \| Saunier Duval-Prodir \| + 0 s \| \| 9e \| Matthias Kessler \| Allemagne \| T-Mobile \| + 0 s \| \| 10e \| Michael Rogers \| Australie \| Quick Step-Innergetic \| + 0 s \| |                                |           |                        |                 |
| |                                |           |                        |                 |
| |                                |           |                        |                 |
| Classement de l'étape |                                |           |                        |                 |
| Coureur | Coureur                        | Pays      | Équipe                 | Temps           |
| 1er | Danilo Di Luca                 | Italie    | Liquigas-Bianchi       | 3 h 10 min 51 s |
| 2e | Miguel Ángel Martín Perdiguero | Espagne   | Phonak Hearing Systems | + 0 s           |
| 3e | Alejandro Valverde             | Espagne   | Illes Balears          | + 0 s           |
| 4e | Jérôme Pineau                  | France    | Bouygues Telecom       | + 0 s           |
| 5e | Damiano Cunego                 | Italie    | Lampre-Caffita         | + 0 s           |
| 6e | David Etxebarria               | Espagne   | Liberty Seguros-Würth  | + 0 s           |
| 7e | Michael Boogerd                | Pays-Bas  | Rabobank               | DQ              |
| 8e | Constantino Zaballa            | Espagne   | Saunier Duval-Prodir   | + 0 s           |
| 9e | Matthias Kessler               | Allemagne | T-Mobile               | + 0 s           |
| 10e | Michael Rogers                 | Australie | Quick Step-Innergetic  | + 0 s           |

| \| Classement général \| Classement général \| Classement général \| Classement général \| Classement général \| \| Coureur \| Coureur \| Pays \| Équipe \| Temps \| \| ------------------ \| ------------------------------ \| ------------------ \| ---------------------- \| ------------------ \| \| 1er \| Danilo Di Luca \| Italie \| Liquigas-Bianchi \| 3 h 10 min 51 s \| \| 2e \| Miguel Ángel Martín Perdiguero \| Espagne \| Phonak Hearing Systems \| + 0 s \| \| 3e \| Alejandro Valverde \| Espagne \| Illes Balears \| + 0 s \| |                                |         |                        |                 |
| |                                |         |                        |                 |
| |                                |         |                        |                 |
| Classement général |                                |         |                        |                 |
| Coureur | Coureur                        | Pays    | Équipe                 | Temps           |
| 1er | Danilo Di Luca                 | Italie  | Liquigas-Bianchi       | 3 h 10 min 51 s |
| 2e | Miguel Ángel Martín Perdiguero | Espagne | Phonak Hearing Systems | + 0 s           |
| 3e | Alejandro Valverde             | Espagne | Illes Balears          | + 0 s           |

En décembre 2015, Michael Boogerd qui a reconnu s'être dopé, perd le bénéfice de tous ses résultats acquis entre 2005 et 2007 .

### 2eétape
| \| Classement de l'étape \| Classement de l'étape \| Classement de l'étape \| Classement de l'étape \| Classement de l'étape \| \| Coureur \| Coureur \| Pays \| Équipe \| Temps \| \| --------------------- \| --------------------- \| --------------------- \| ------------------------------- \| --------------------- \| \| 1er \| David Moncoutié \| France \| Cofidis-Le Crédit par Téléphone \| 3 h 52 min 56 s \| \| 2e \| Aitor Osa \| Espagne \| Illes Balears \| + 1 s \| \| 3e \| Davide Rebellin \| Italie \| Gerolsteiner \| + 3 s \| \| 4e \| Patrice Halgand \| France \| Crédit Agricole \| + 3 s \| \| 5e \| Danilo Di Luca \| Italie \| Liquigas-Bianchi \| + 3 s \| \| 6e \| Damiano Cunego \| Italie \| Lampre-Caffita \| + 6 s \| \| 7e \| Denis Menchov \| Russie \| Rabobank \| + 8 s \| \| 8e \| Joaquim Rodríguez \| Espagne \| Saunier Duval-Prodir \| + 8 s \| \| 9e \| Michael Boogerd \| Pays-Bas \| Rabobank \| DQ \| \| 10e \| Leonardo Piepoli \| Italie \| Saunier Duval-Prodir \| + 16 s \| |                   |          |                                 |                 |
| |                   |          |                                 |                 |
| |                   |          |                                 |                 |
| Classement de l'étape |                   |          |                                 |                 |
| Coureur | Coureur           | Pays     | Équipe                          | Temps           |
| 1er | David Moncoutié   | France   | Cofidis-Le Crédit par Téléphone | 3 h 52 min 56 s |
| 2e | Aitor Osa         | Espagne  | Illes Balears                   | + 1 s           |
| 3e | Davide Rebellin   | Italie   | Gerolsteiner                    | + 3 s           |
| 4e | Patrice Halgand   | France   | Crédit Agricole                 | + 3 s           |
| 5e | Danilo Di Luca    | Italie   | Liquigas-Bianchi                | + 3 s           |
| 6e | Damiano Cunego    | Italie   | Lampre-Caffita                  | + 6 s           |
| 7e | Denis Menchov     | Russie   | Rabobank                        | + 8 s           |
| 8e | Joaquim Rodríguez | Espagne  | Saunier Duval-Prodir            | + 8 s           |
| 9e | Michael Boogerd   | Pays-Bas | Rabobank                        | DQ              |
| 10e | Leonardo Piepoli  | Italie   | Saunier Duval-Prodir            | + 16 s          |

| \| Classement général \| Classement général \| Classement général \| Classement général \| Classement général \| \| Coureur \| Coureur \| Pays \| Équipe \| Temps \| \| ------------------ \| ------------------------------ \| ------------------ \| ---------------------- \| ------------------ \| \| 1er \| Aitor Osa \| Espagne \| Illes Balears \| 7 h 03 min 48 s \| \| 2e \| Danilo Di Luca \| Italie \| Liquigas-Bianchi \| + 2 s \| \| 3e \| Patrice Halgand \| France \| Crédit Agricole \| + 2 s \| \| 4e \| Davide Rebellin \| Italie \| Gerolsteiner \| + 2 s \| \| 5e \| Damiano Cunego \| Italie \| Lampre-Caffita \| + 5 s \| \| 6e \| Joaquim Rodríguez \| Espagne \| Saunier Duval-Prodir \| + 7 s \| \| 7e \| Denis Menchov \| Russie \| Rabobank \| + 7 s \| \| 8e \| Michael Boogerd \| Pays-Bas \| Rabobank \| DQ \| \| 9e \| Miguel Ángel Martín Perdiguero \| Espagne \| Phonak Hearing Systems \| + 14 s \| \| 10e \| Constantino Zaballa \| Espagne \| Saunier Duval-Prodir \| + 14 s \| |                                |          |                        |                 |
| |                                |          |                        |                 |
| |                                |          |                        |                 |
| Classement général |                                |          |                        |                 |
| Coureur | Coureur                        | Pays     | Équipe                 | Temps           |
| 1er | Aitor Osa                      | Espagne  | Illes Balears          | 7 h 03 min 48 s |
| 2e | Danilo Di Luca                 | Italie   | Liquigas-Bianchi       | + 2 s           |
| 3e | Patrice Halgand                | France   | Crédit Agricole        | + 2 s           |
| 4e | Davide Rebellin                | Italie   | Gerolsteiner           | + 2 s           |
| 5e | Damiano Cunego                 | Italie   | Lampre-Caffita         | + 5 s           |
| 6e | Joaquim Rodríguez              | Espagne  | Saunier Duval-Prodir   | + 7 s           |
| 7e | Denis Menchov                  | Russie   | Rabobank               | + 7 s           |
| 8e | Michael Boogerd                | Pays-Bas | Rabobank               | DQ              |
| 9e | Miguel Ángel Martín Perdiguero | Espagne  | Phonak Hearing Systems | + 14 s          |
| 10e | Constantino Zaballa            | Espagne  | Saunier Duval-Prodir   | + 14 s          |

En décembre 2015, Michael Boogerd qui a reconnu s'être dopé, perd le bénéfice de tous ses résultats acquis entre 2005 et 2007 .

### 3eétape
| \| Classement de l'étape \| Classement de l'étape \| Classement de l'étape \| Classement de l'étape \| Classement de l'étape \| \| Coureur \| Coureur \| Pays \| Équipe \| Temps \| \| --------------------- \| ------------------------------ \| --------------------- \| ---------------------- \| --------------------- \| \| 1er \| Alejandro Valverde \| Espagne \| Illes Balears \| 4 h 19 min 09 s \| \| 2e \| Giovanni Lombardi \| Italie \| CSC \| + 0 s \| \| 3e \| Björn Leukemans \| Belgique \| Davitamon-Lotto \| + 0 s \| \| 4e \| Miguel Ángel Martín Perdiguero \| Espagne \| Phonak Hearing Systems \| + 0 s \| \| 5e \| Danilo Di Luca \| Italie \| Liquigas-Bianchi \| + 0 s \| \| 6e \| Patrice Halgand \| France \| Crédit Agricole \| + 0 s \| \| 7e \| Matthias Kessler \| Allemagne \| T-Mobile \| + 0 s \| \| 8e \| Constantino Zaballa \| Espagne \| Saunier Duval-Prodir \| + 0 s \| \| 9e \| Ricardo Serrano \| Espagne \| Kaiku \| + 0 s \| \| 10e \| Alexandre Botcharov \| Russie \| Crédit Agricole \| + 0 s \| |                                |           |                        |                 |
| |                                |           |                        |                 |
| |                                |           |                        |                 |
| Classement de l'étape |                                |           |                        |                 |
| Coureur | Coureur                        | Pays      | Équipe                 | Temps           |
| 1er | Alejandro Valverde             | Espagne   | Illes Balears          | 4 h 19 min 09 s |
| 2e | Giovanni Lombardi              | Italie    | CSC                    | + 0 s           |
| 3e | Björn Leukemans                | Belgique  | Davitamon-Lotto        | + 0 s           |
| 4e | Miguel Ángel Martín Perdiguero | Espagne   | Phonak Hearing Systems | + 0 s           |
| 5e | Danilo Di Luca                 | Italie    | Liquigas-Bianchi       | + 0 s           |
| 6e | Patrice Halgand                | France    | Crédit Agricole        | + 0 s           |
| 7e | Matthias Kessler               | Allemagne | T-Mobile               | + 0 s           |
| 8e | Constantino Zaballa            | Espagne   | Saunier Duval-Prodir   | + 0 s           |
| 9e | Ricardo Serrano                | Espagne   | Kaiku                  | + 0 s           |
| 10e | Alexandre Botcharov            | Russie    | Crédit Agricole        | + 0 s           |

| \| Classement général \| Classement général \| Classement général \| Classement général \| Classement général \| \| Coureur \| Coureur \| Pays \| Équipe \| Temps \| \| ------------------ \| ------------------------------ \| ------------------ \| ---------------------- \| ------------------ \| \| 1er \| Aitor Osa \| Espagne \| Illes Balears \| 11 h 22 min 57 s \| \| 2e \| Danilo Di Luca \| Italie \| Liquigas-Bianchi \| + 2 s \| \| 3e \| Patrice Halgand \| France \| Crédit Agricole \| + 2 s \| \| 4e \| Davide Rebellin \| Italie \| Gerolsteiner \| + 2 s \| \| 5e \| Damiano Cunego \| Italie \| Lampre-Caffita \| + 5 s \| \| 6e \| Joaquim Rodríguez \| Espagne \| Saunier Duval-Prodir \| + 7 s \| \| 7e \| Denis Menchov \| Russie \| Rabobank \| + 7 s \| \| 8e \| Michael Boogerd \| Pays-Bas \| Rabobank \| DQ \| \| 9e \| Miguel Ángel Martín Perdiguero \| Espagne \| Phonak Hearing Systems \| + 14 s \| \| 10e \| Constantino Zaballa \| Espagne \| Saunier Duval-Prodir \| + 14 s \| |                                |          |                        |                  |
| |                                |          |                        |                  |
| |                                |          |                        |                  |
| Classement général |                                |          |                        |                  |
| Coureur | Coureur                        | Pays     | Équipe                 | Temps            |
| 1er | Aitor Osa                      | Espagne  | Illes Balears          | 11 h 22 min 57 s |
| 2e | Danilo Di Luca                 | Italie   | Liquigas-Bianchi       | + 2 s            |
| 3e | Patrice Halgand                | France   | Crédit Agricole        | + 2 s            |
| 4e | Davide Rebellin                | Italie   | Gerolsteiner           | + 2 s            |
| 5e | Damiano Cunego                 | Italie   | Lampre-Caffita         | + 5 s            |
| 6e | Joaquim Rodríguez              | Espagne  | Saunier Duval-Prodir   | + 7 s            |
| 7e | Denis Menchov                  | Russie   | Rabobank               | + 7 s            |
| 8e | Michael Boogerd                | Pays-Bas | Rabobank               | DQ               |
| 9e | Miguel Ángel Martín Perdiguero | Espagne  | Phonak Hearing Systems | + 14 s           |
| 10e | Constantino Zaballa            | Espagne  | Saunier Duval-Prodir   | + 14 s           |

En décembre 2015, Michael Boogerd qui a reconnu s'être dopé, perd le bénéfice de tous ses résultats acquis entre 2005 et 2007 .

### 4eétape
| \| Classement de l'étape \| Classement de l'étape \| Classement de l'étape \| Classement de l'étape \| Classement de l'étape \| \| Coureur \| Coureur \| Pays \| Équipe \| Temps \| \| --------------------- \| ------------------------------ \| --------------------- \| ---------------------- \| --------------------- \| \| 1er \| Alejandro Valverde \| Espagne \| Illes Balears \| 4 h 12 min 04 s \| \| 2e \| Danilo Di Luca \| Italie \| Liquigas-Bianchi \| + 0 s \| \| 3e \| Miguel Ángel Martín Perdiguero \| Espagne \| Phonak Hearing Systems \| + 0 s \| \| 4e \| Jérôme Pineau \| France \| Bouygues Telecom \| + 0 s \| \| 5e \| Björn Leukemans \| Belgique \| Davitamon-Lotto \| + 0 s \| \| 6e \| Bradley McGee \| Australie \| La Française des jeux \| + 0 s \| \| 7e \| Patrice Halgand \| France \| Crédit Agricole \| + 0 s \| \| 8e \| Ricardo Serrano \| Espagne \| Kaiku \| + 0 s \| \| 9e \| Damiano Cunego \| Italie \| Lampre-Caffita \| + 0 s \| \| 10e \| Josep Jufré \| Espagne \| Relax-Fuenlabrada \| + 0 s \| |                                |           |                        |                 |
| |                                |           |                        |                 |
| |                                |           |                        |                 |
| Classement de l'étape |                                |           |                        |                 |
| Coureur | Coureur                        | Pays      | Équipe                 | Temps           |
| 1er | Alejandro Valverde             | Espagne   | Illes Balears          | 4 h 12 min 04 s |
| 2e | Danilo Di Luca                 | Italie    | Liquigas-Bianchi       | + 0 s           |
| 3e | Miguel Ángel Martín Perdiguero | Espagne   | Phonak Hearing Systems | + 0 s           |
| 4e | Jérôme Pineau                  | France    | Bouygues Telecom       | + 0 s           |
| 5e | Björn Leukemans                | Belgique  | Davitamon-Lotto        | + 0 s           |
| 6e | Bradley McGee                  | Australie | La Française des jeux  | + 0 s           |
| 7e | Patrice Halgand                | France    | Crédit Agricole        | + 0 s           |
| 8e | Ricardo Serrano                | Espagne   | Kaiku                  | + 0 s           |
| 9e | Damiano Cunego                 | Italie    | Lampre-Caffita         | + 0 s           |
| 10e | Josep Jufré                    | Espagne   | Relax-Fuenlabrada      | + 0 s           |

| \| Classement général \| Classement général \| Classement général \| Classement général \| Classement général \| \| Coureur \| Coureur \| Pays \| Équipe \| Temps \| \| ------------------ \| ------------------------------ \| ------------------ \| ---------------------- \| ------------------ \| \| 1er \| Aitor Osa \| Espagne \| Illes Balears \| 15 h 35 min 01 s \| \| 2e \| Danilo Di Luca \| Italie \| Liquigas-Bianchi \| + 2 s \| \| 3e \| Patrice Halgand \| France \| Crédit Agricole \| + 2 s \| \| 4e \| Davide Rebellin \| Italie \| Gerolsteiner \| + 2 s \| \| 5e \| Damiano Cunego \| Italie \| Lampre-Caffita \| + 5 s \| \| 6e \| Joaquim Rodríguez \| Espagne \| Saunier Duval-Prodir \| + 7 s \| \| 7e \| Denis Menchov \| Russie \| Rabobank \| + 7 s \| \| 8e \| Michael Boogerd \| Pays-Bas \| Rabobank \| DQ \| \| 9e \| Miguel Ángel Martín Perdiguero \| Espagne \| Phonak Hearing Systems \| + 14 s \| \| 10e \| Ricardo Serrano \| Espagne \| Kaiku \| + 14 s \| |                                |          |                        |                  |
| |                                |          |                        |                  |
| |                                |          |                        |                  |
| Classement général |                                |          |                        |                  |
| Coureur | Coureur                        | Pays     | Équipe                 | Temps            |
| 1er | Aitor Osa                      | Espagne  | Illes Balears          | 15 h 35 min 01 s |
| 2e | Danilo Di Luca                 | Italie   | Liquigas-Bianchi       | + 2 s            |
| 3e | Patrice Halgand                | France   | Crédit Agricole        | + 2 s            |
| 4e | Davide Rebellin                | Italie   | Gerolsteiner           | + 2 s            |
| 5e | Damiano Cunego                 | Italie   | Lampre-Caffita         | + 5 s            |
| 6e | Joaquim Rodríguez              | Espagne  | Saunier Duval-Prodir   | + 7 s            |
| 7e | Denis Menchov                  | Russie   | Rabobank               | + 7 s            |
| 8e | Michael Boogerd                | Pays-Bas | Rabobank               | DQ               |
| 9e | Miguel Ángel Martín Perdiguero | Espagne  | Phonak Hearing Systems | + 14 s           |
| 10e | Ricardo Serrano                | Espagne  | Kaiku                  | + 14 s           |

En décembre 2015, Michael Boogerd qui a reconnu s'être dopé, perd le bénéfice de tous ses résultats acquis entre 2005 et 2007 .

### 5eétapea
| \| Classement de l'étape \| Classement de l'étape \| Classement de l'étape \| Classement de l'étape \| Classement de l'étape \| \| Coureur \| Coureur \| Pays \| Équipe \| Temps \| \| --------------------- \| ------------------------------ \| --------------------- \| ---------------------- \| --------------------- \| \| 1er \| Jens Voigt \| Allemagne \| CSC \| 2 h 23 min 24 s \| \| 2e \| David Blanco \| Espagne \| Comunidad Valenciana \| + 1 min 15 s \| \| 3e \| Danilo Di Luca \| Italie \| Liquigas-Bianchi \| + 1 min 34 s \| \| 4e \| Aitor Osa \| Espagne \| Illes Balears \| + 1 min 35 s \| \| 5e \| Alberto Contador \| Espagne \| Liberty Seguros-Würth \| + 1 min 38 s \| \| 6e \| Miguel Ángel Martín Perdiguero \| Espagne \| Phonak Hearing Systems \| + 1 min 38 s \| \| 7e \| Damiano Cunego \| Italie \| Lampre-Caffita \| + 1 min 38 s \| \| 8e \| Cadel Evans \| Australie \| Davitamon-Lotto \| + 1 min 38 s \| \| 9e \| Bobby Julich \| États-Unis \| CSC \| + 1 min 38 s \| \| 10e \| Michael Rogers \| Australie \| Quick Step-Innergetic \| + 1 min 38 s \| |                                |            |                        |                 |
| |                                |            |                        |                 |
| |                                |            |                        |                 |
| Classement de l'étape |                                |            |                        |                 |
| Coureur | Coureur                        | Pays       | Équipe                 | Temps           |
| 1er | Jens Voigt                     | Allemagne  | CSC                    | 2 h 23 min 24 s |
| 2e | David Blanco                   | Espagne    | Comunidad Valenciana   | + 1 min 15 s    |
| 3e | Danilo Di Luca                 | Italie     | Liquigas-Bianchi       | + 1 min 34 s    |
| 4e | Aitor Osa                      | Espagne    | Illes Balears          | + 1 min 35 s    |
| 5e | Alberto Contador               | Espagne    | Liberty Seguros-Würth  | + 1 min 38 s    |
| 6e | Miguel Ángel Martín Perdiguero | Espagne    | Phonak Hearing Systems | + 1 min 38 s    |
| 7e | Damiano Cunego                 | Italie     | Lampre-Caffita         | + 1 min 38 s    |
| 8e | Cadel Evans                    | Australie  | Davitamon-Lotto        | + 1 min 38 s    |
| 9e | Bobby Julich                   | États-Unis | CSC                    | + 1 min 38 s    |
| 10e | Michael Rogers                 | Australie  | Quick Step-Innergetic  | + 1 min 38 s    |

| \| Classement général \| Classement général \| Classement général \| Classement général \| Classement général \| \| Coureur \| Coureur \| Pays \| Équipe \| Temps \| \| ------------------ \| ------------------------------ \| ------------------ \| ---------------------- \| ------------------ \| \| 1er \| Aitor Osa \| Espagne \| Illes Balears \| 18 h 00 min 00 s \| \| 2e \| Danilo Di Luca \| Italie \| Liquigas-Bianchi \| + 1 s \| \| 3e \| Davide Rebellin \| Italie \| Gerolsteiner \| + 5 s \| \| 4e \| Damiano Cunego \| Italie \| Lampre-Caffita \| + 8 s \| \| 5e \| Joaquim Rodríguez \| Espagne \| Saunier Duval-Prodir \| + 10 s \| \| 6e \| Michael Boogerd \| Pays-Bas \| Rabobank \| DQ \| \| 7e \| Miguel Ángel Martín Perdiguero \| Espagne \| Phonak Hearing Systems \| + 17 s \| \| 8e \| Ricardo Serrano \| Espagne \| Kaiku \| + 17 s \| \| 9e \| Denis Menchov \| Russie \| Rabobank \| + 17 s \| \| 10e \| Leonardo Piepoli \| Italie \| Saunier Duval-Prodir \| + 17 s \| |                                |          |                        |                  |
| |                                |          |                        |                  |
| |                                |          |                        |                  |
| Classement général |                                |          |                        |                  |
| Coureur | Coureur                        | Pays     | Équipe                 | Temps            |
| 1er | Aitor Osa                      | Espagne  | Illes Balears          | 18 h 00 min 00 s |
| 2e | Danilo Di Luca                 | Italie   | Liquigas-Bianchi       | + 1 s            |
| 3e | Davide Rebellin                | Italie   | Gerolsteiner           | + 5 s            |
| 4e | Damiano Cunego                 | Italie   | Lampre-Caffita         | + 8 s            |
| 5e | Joaquim Rodríguez              | Espagne  | Saunier Duval-Prodir   | + 10 s           |
| 6e | Michael Boogerd                | Pays-Bas | Rabobank               | DQ               |
| 7e | Miguel Ángel Martín Perdiguero | Espagne  | Phonak Hearing Systems | + 17 s           |
| 8e | Ricardo Serrano                | Espagne  | Kaiku                  | + 17 s           |
| 9e | Denis Menchov                  | Russie   | Rabobank               | + 17 s           |
| 10e | Leonardo Piepoli               | Italie   | Saunier Duval-Prodir   | + 17 s           |

En décembre 2015, Michael Boogerd qui a reconnu s'être dopé, perd le bénéfice de tous ses résultats acquis entre 2005 et 2007 .

### 5eétapeb
| \| Classement de l'étape \| Classement de l'étape \| Classement de l'étape \| Classement de l'étape \| Classement de l'étape \| \| Coureur \| Coureur \| Pays \| Équipe \| Temps \| \| --------------------- \| --------------------- \| --------------------- \| ---------------------- \| --------------------- \| \| 1er \| Alberto Contador \| Espagne \| Liberty Seguros-Würth \| 13 min 43 s \| \| 2e \| Bobby Julich \| États-Unis \| CSC \| + 5 s \| \| 3e \| Davide Rebellin \| Italie \| Gerolsteiner \| + 8 s \| \| 4e \| Danilo Di Luca \| Italie \| Liquigas-Bianchi \| + 9 s \| \| 5e \| Óscar Pereiro \| Espagne \| Phonak Hearing Systems \| + 11 s \| \| 6e \| Michael Rogers \| Australie \| Quick Step-Innergetic \| + 13 s \| \| 7e \| Ángel Vicioso \| Espagne \| Liberty Seguros-Würth \| + 15 s \| \| 8e \| Michael Boogerd \| Pays-Bas \| Rabobank \| DQ \| \| 9e \| Ricardo Serrano \| Espagne \| Kaiku \| + 22 s \| \| 10e \| Aitor Osa \| Espagne \| Illes Balears \| + 24 s \| |                  |            |                        |             |
| |                  |            |                        |             |
| |                  |            |                        |             |
| Classement de l'étape |                  |            |                        |             |
| Coureur | Coureur          | Pays       | Équipe                 | Temps       |
| 1er | Alberto Contador | Espagne    | Liberty Seguros-Würth  | 13 min 43 s |
| 2e | Bobby Julich     | États-Unis | CSC                    | + 5 s       |
| 3e | Davide Rebellin  | Italie     | Gerolsteiner           | + 8 s       |
| 4e | Danilo Di Luca   | Italie     | Liquigas-Bianchi       | + 9 s       |
| 5e | Óscar Pereiro    | Espagne    | Phonak Hearing Systems | + 11 s      |
| 6e | Michael Rogers   | Australie  | Quick Step-Innergetic  | + 13 s      |
| 7e | Ángel Vicioso    | Espagne    | Liberty Seguros-Würth  | + 15 s      |
| 8e | Michael Boogerd  | Pays-Bas   | Rabobank               | DQ          |
| 9e | Ricardo Serrano  | Espagne    | Kaiku                  | + 22 s      |
| 10e | Aitor Osa        | Espagne    | Illes Balears          | + 24 s      |

En décembre 2015, Michael Boogerd qui a reconnu s'être dopé, perd le bénéfice de tous ses résultats acquis entre 2005 et 2007 .

## Classements finals

### Classement général
| \| Classement général \| Classement général \| Classement général \| Classement général \| Classement général \| \| Coureur \| Coureur \| Pays \| Équipe \| Temps \| \| ------------------ \| ------------------------------ \| ------------------ \| ------------------------------- \| ------------------ \| \| 1er \| Danilo Di Luca \| Italie \| Liquigas-Bianchi \| 18 h 13 min 53 s \| \| 2e \| Davide Rebellin \| Italie \| Gerolsteiner \| + 3 s \| \| 3e \| Alberto Contador \| Espagne \| Liberty Seguros-Würth \| + 11 s \| \| 4e \| Aitor Osa \| Espagne \| Illes Balears \| + 14 s \| \| 5e \| Bobby Julich \| États-Unis \| CSC \| + 18 s \| \| 6e \| Óscar Pereiro \| Espagne \| Phonak Hearing Systems \| + 24 s \| \| 7e \| Michael Boogerd \| Pays-Bas \| Rabobank \| DQ \| \| 8e \| Michael Rogers \| Australie \| Quick Step-Innergetic \| + 26 s \| \| 9e \| Damiano Cunego \| Italie \| Lampre-Caffita \| + 27 s \| \| 10e \| Ricardo Serrano \| Espagne \| Kaiku \| + 29 s \| \| 11e \| Denis Menchov \| Russie \| Rabobank \| + 40 s \| \| 12e \| Joaquim Rodríguez \| Espagne \| Saunier Duval-Prodir \| + 44 s \| \| 13e \| David Etxebarria \| Espagne \| Liberty Seguros-Würth \| + 47 s \| \| 14e \| Dario Frigo \| Italie \| Fassa Bortolo \| + 51 s \| \| 15e \| Cadel Evans \| Australie \| Davitamon-Lotto \| + 56 s \| \| 16e \| Bradley McGee \| Australie \| La Française des jeux \| + 1 min 02 s \| \| 17e \| José Luis Rubiera \| Espagne \| Discovery Channel \| + 1 min 05 s \| \| 18e \| David Moncoutié \| France \| Cofidis-Le Crédit par Téléphone \| + 1 min 06 s \| \| 19e \| Miguel Ángel Martín Perdiguero \| Espagne \| Phonak Hearing Systems \| + 1 min 07 s \| \| 20e \| Ángel Vicioso \| Espagne \| Liberty Seguros-Würth \| + 1 min 23 s \| |                                |            |                                 |                  |
| |                                |            |                                 |                  |
| |                                |            |                                 |                  |
| Classement général |                                |            |                                 |                  |
| Coureur | Coureur                        | Pays       | Équipe                          | Temps            |
| 1er | Danilo Di Luca                 | Italie     | Liquigas-Bianchi                | 18 h 13 min 53 s |
| 2e | Davide Rebellin                | Italie     | Gerolsteiner                    | + 3 s            |
| 3e | Alberto Contador               | Espagne    | Liberty Seguros-Würth           | + 11 s           |
| 4e | Aitor Osa                      | Espagne    | Illes Balears                   | + 14 s           |
| 5e | Bobby Julich                   | États-Unis | CSC                             | + 18 s           |
| 6e | Óscar Pereiro                  | Espagne    | Phonak Hearing Systems          | + 24 s           |
| 7e | Michael Boogerd                | Pays-Bas   | Rabobank                        | DQ               |
| 8e | Michael Rogers                 | Australie  | Quick Step-Innergetic           | + 26 s           |
| 9e | Damiano Cunego                 | Italie     | Lampre-Caffita                  | + 27 s           |
| 10e | Ricardo Serrano                | Espagne    | Kaiku                           | + 29 s           |
| 11e | Denis Menchov                  | Russie     | Rabobank                        | + 40 s           |
| 12e | Joaquim Rodríguez              | Espagne    | Saunier Duval-Prodir            | + 44 s           |
| 13e | David Etxebarria               | Espagne    | Liberty Seguros-Würth           | + 47 s           |
| 14e | Dario Frigo                    | Italie     | Fassa Bortolo                   | + 51 s           |
| 15e | Cadel Evans                    | Australie  | Davitamon-Lotto                 | + 56 s           |
| 16e | Bradley McGee                  | Australie  | La Française des jeux           | + 1 min 02 s     |
| 17e | José Luis Rubiera              | Espagne    | Discovery Channel               | + 1 min 05 s     |
| 18e | David Moncoutié                | France     | Cofidis-Le Crédit par Téléphone | + 1 min 06 s     |
| 19e | Miguel Ángel Martín Perdiguero | Espagne    | Phonak Hearing Systems          | + 1 min 07 s     |
| 20e | Ángel Vicioso                  | Espagne    | Liberty Seguros-Würth           | + 1 min 23 s     |

| Classement par points | Classement par points          | Classement par points | Classement par points  | Classement par points |
| Coureur               | Coureur                        | Pays                  | Équipe                 | Points                |
| --------------------- | ------------------------------ | --------------------- | ---------------------- | --------------------- |
| 1er                   | Danilo Di Luca                 | Italie                | Liquigas-Bianchi       | 99 pts                |
| 2e                    | Alejandro Valverde             | Espagne               | Illes Balears          | 66 pts                |
| 3e                    | Miguel Ángel Martín Perdiguero | Espagne               | Phonak Hearing Systems | 65 pts                |
| 4e                    | Aitor Osa                      | Espagne               | Illes Balears          | 45 pts                |
| 5e                    | Damiano Cunego                 | Italie                | Lampre-Caffita         | 41 pts                |
| 6e                    | Patrice Halgand                | France                | Crédit Agricole        | 38 pts                |
| 7e                    | Alberto Contador               | Espagne               | Liberty Seguros-Würth  | 37 pts                |
| 8e                    | Davide Rebellin                | Italie                | Gerolsteiner           | 35 pts                |
| 9e                    | Bobby Julich                   | États-Unis            | CSC                    | 30 pts                |
| 10e                   | Jérôme Pineau                  | France                | Bouygues Telecom       | 29 pts                |

| Classement par points | Classement par points          | Classement par points | Classement par points  | Classement par points |
| Coureur               | Coureur                        | Pays                  | Équipe                 | Points                |
| --------------------- | ------------------------------ | --------------------- | ---------------------- | --------------------- |
| 1er                   | Danilo Di Luca                 | Italie                | Liquigas-Bianchi       | 99 pts                |
| 2e                    | Alejandro Valverde             | Espagne               | Illes Balears          | 66 pts                |
| 3e                    | Miguel Ángel Martín Perdiguero | Espagne               | Phonak Hearing Systems | 65 pts                |
| 4e                    | Aitor Osa                      | Espagne               | Illes Balears          | 45 pts                |
| 5e                    | Damiano Cunego                 | Italie                | Lampre-Caffita         | 41 pts                |
| 6e                    | Patrice Halgand                | France                | Crédit Agricole        | 38 pts                |
| 7e                    | Alberto Contador               | Espagne               | Liberty Seguros-Würth  | 37 pts                |
| 8e                    | Davide Rebellin                | Italie                | Gerolsteiner           | 35 pts                |
| 9e                    | Bobby Julich                   | États-Unis            | CSC                    | 30 pts                |
| 10e                   | Jérôme Pineau                  | France                | Bouygues Telecom       | 29 pts                |

| Classement de la montagne | Classement de la montagne | Classement de la montagne | Classement de la montagne       | Classement de la montagne |
| Coureur                   | Coureur                   | Pays                      | Équipe                          | Points                    |
| ------------------------- | ------------------------- | ------------------------- | ------------------------------- | ------------------------- |
| 1er                       | David Latasa              | Espagne                   | Comunidad Valenciana            | 29 pts                    |
| 2e                        | Andoni Aranaga            | Espagne                   | Kaiku                           | 24 pts                    |
| 3e                        | Jens Voigt                | Allemagne                 | CSC                             | 18 pts                    |
| 4e                        | Jon Bru                   | Espagne                   | Kaiku                           | 12 pts                    |
| 5e                        | Eladio Jiménez            | Espagne                   | Comunidad Valenciana            | 12 pts                    |
| 6e                        | Iban Mayoz                | Espagne                   | Relax-Fuenlabrada               | 12 pts                    |
| 7e                        | David Blanco              | Espagne                   | Comunidad Valenciana            | 10 pts                    |
| 8e                        | Carlos Zárate             | Espagne                   | Comunidad Valenciana            | 9 pts                     |
| 9e                        | Aitor Osa                 | Espagne                   | Illes Balears                   | 9 pts                     |
| 10e                       | David Moncoutié           | France                    | Cofidis-Le Crédit par Téléphone | 8 pts                     |

| Classement de la montagne | Classement de la montagne | Classement de la montagne | Classement de la montagne       | Classement de la montagne |
| Coureur                   | Coureur                   | Pays                      | Équipe                          | Points                    |
| ------------------------- | ------------------------- | ------------------------- | ------------------------------- | ------------------------- |
| 1er                       | David Latasa              | Espagne                   | Comunidad Valenciana            | 29 pts                    |
| 2e                        | Andoni Aranaga            | Espagne                   | Kaiku                           | 24 pts                    |
| 3e                        | Jens Voigt                | Allemagne                 | CSC                             | 18 pts                    |
| 4e                        | Jon Bru                   | Espagne                   | Kaiku                           | 12 pts                    |
| 5e                        | Eladio Jiménez            | Espagne                   | Comunidad Valenciana            | 12 pts                    |
| 6e                        | Iban Mayoz                | Espagne                   | Relax-Fuenlabrada               | 12 pts                    |
| 7e                        | David Blanco              | Espagne                   | Comunidad Valenciana            | 10 pts                    |
| 8e                        | Carlos Zárate             | Espagne                   | Comunidad Valenciana            | 9 pts                     |
| 9e                        | Aitor Osa                 | Espagne                   | Illes Balears                   | 9 pts                     |
| 10e                       | David Moncoutié           | France                    | Cofidis-Le Crédit par Téléphone | 8 pts                     |

| Classement des sprints | Classement des sprints | Classement des sprints | Classement des sprints          | Classement des sprints |
| Coureur                | Coureur                | Pays                   | Équipe                          | Points                 |
| ---------------------- | ---------------------- | ---------------------- | ------------------------------- | ---------------------- |
| 1er                    | Iban Mayoz             | Espagne                | Relax-Fuenlabrada               | 13 pts                 |
| 2e                     | Benoît Poilvet         | France                 | Crédit Agricole                 | 11 pts                 |
| 3e                     | Jens Voigt             | Allemagne              | CSC                             | 9 pts                  |
| 4e                     | Alexandr Kolobnev      | Russie                 | Rabobank                        | 9 pts                  |
| 5e                     | Carlos Zárate          | Espagne                | Comunidad Valenciana            | 6 pts                  |
| 6e                     | Rubén Lobato           | Espagne                | Saunier Duval-Prodir            | 5 pts                  |
| 7e                     | Kurt Asle Arvesen      | Norvège                | CSC                             | 3 pts                  |
| 8e                     | Bingen Fernández       | Espagne                | Cofidis-Le Crédit par Téléphone | 3 pts                  |
| 9e                     | Alessandro Bertolini   | Italie                 | Domina Vacanze-De Nardi         | 3 pts                  |
| 10e                    | Matthieu Sprick        | France                 | Bouygues Telecom                | 3 pts                  |

| Classement des sprints | Classement des sprints | Classement des sprints | Classement des sprints          | Classement des sprints |
| Coureur                | Coureur                | Pays                   | Équipe                          | Points                 |
| ---------------------- | ---------------------- | ---------------------- | ------------------------------- | ---------------------- |
| 1er                    | Iban Mayoz             | Espagne                | Relax-Fuenlabrada               | 13 pts                 |
| 2e                     | Benoît Poilvet         | France                 | Crédit Agricole                 | 11 pts                 |
| 3e                     | Jens Voigt             | Allemagne              | CSC                             | 9 pts                  |
| 4e                     | Alexandr Kolobnev      | Russie                 | Rabobank                        | 9 pts                  |
| 5e                     | Carlos Zárate          | Espagne                | Comunidad Valenciana            | 6 pts                  |
| 6e                     | Rubén Lobato           | Espagne                | Saunier Duval-Prodir            | 5 pts                  |
| 7e                     | Kurt Asle Arvesen      | Norvège                | CSC                             | 3 pts                  |
| 8e                     | Bingen Fernández       | Espagne                | Cofidis-Le Crédit par Téléphone | 3 pts                  |
| 9e                     | Alessandro Bertolini   | Italie                 | Domina Vacanze-De Nardi         | 3 pts                  |
| 10e                    | Matthieu Sprick        | France                 | Bouygues Telecom                | 3 pts                  |

| Classement par équipes | Classement par équipes          | Classement par équipes | Classement par équipes |
| Équipe                 | Équipe                          | Pays                   | Temps                  |
| ---------------------- | ------------------------------- | ---------------------- | ---------------------- |
| 1re                    | Liberty Seguros-Würth           | Espagne                | 54 h 44 min 00 s       |
| 2e                     | Rabobank                        | Pays-Bas               | + 7 s                  |
| 3e                     | Discovery Channel               | États-Unis             | + 1 min 08 s           |
| 4e                     | Saunier Duval-Prodir            | Espagne                | + 2 min 08 s           |
| 5e                     | Phonak Hearing Systems          | Suisse                 | + 5 min 02 s           |
| 6e                     | T-Mobile                        | Allemagne              | + 5 min 04 s           |
| 7e                     | CSC                             | Danemark               | + 5 min 51 s           |
| 8e                     | Illes Balears                   | Espagne                | + 6 min 17 s           |
| 9e                     | Fassa Bortolo                   | Italie                 | + 6 min 30 s           |
| 10e                    | Cofidis-Le Crédit par Téléphone | France                 | + 6 min 56 s           |

| Classement par équipes | Classement par équipes          | Classement par équipes | Classement par équipes |
| Équipe                 | Équipe                          | Pays                   | Temps                  |
| ---------------------- | ------------------------------- | ---------------------- | ---------------------- |
| 1re                    | Liberty Seguros-Würth           | Espagne                | 54 h 44 min 00 s       |
| 2e                     | Rabobank                        | Pays-Bas               | + 7 s                  |
| 3e                     | Discovery Channel               | États-Unis             | + 1 min 08 s           |
| 4e                     | Saunier Duval-Prodir            | Espagne                | + 2 min 08 s           |
| 5e                     | Phonak Hearing Systems          | Suisse                 | + 5 min 02 s           |
| 6e                     | T-Mobile                        | Allemagne              | + 5 min 04 s           |
| 7e                     | CSC                             | Danemark               | + 5 min 51 s           |
| 8e                     | Illes Balears                   | Espagne                | + 6 min 17 s           |
| 9e                     | Fassa Bortolo                   | Italie                 | + 6 min 30 s           |
| 10e                    | Cofidis-Le Crédit par Téléphone | France                 | + 6 min 56 s           |

## Liste des participants
| Rabobank RAB | Rabobank RAB            | Rabobank RAB |
| ------------ | ----------------------- | ------------ |
| Num          | Coureur                 | Pos          |
| 1            | Denis Menchov (RUS)     |              |
| 2            | Michael Boogerd (NED)   |              |
| 3            | Michael Rasmussen (DEN) |              |
| 4            | Pieter Weening (NED)    |              |
| 5            | Theo Eltink (NED)       |              |
| 6            | Alexandr Kolobnev (RUS) |              |
| 7            | Grischa Niermann (GER)  |              |
| 8            | Thorwald Veneberg (NED) |              |

| Euskaltel-Euskadi EUS | Euskaltel-Euskadi EUS | Euskaltel-Euskadi EUS |
| --------------------- | --------------------- | --------------------- |
| Num                   | Coureur               | Pos                   |
| 11                    | Iban Mayo (ESP)       |                       |
| 12                    | Haimar Zubeldia (ESP) |                       |
| 13                    | Samuel Sánchez (ESP)  |                       |
| 14                    | Markel Irizar (ESP)   |                       |
| 15                    | Iker Camaño (ESP)     |                       |
| 16                    | Gorka González (ESP)  |                       |
| 17                    | Egoi Martínez (ESP)   |                       |
| 18                    | Joseba Zubeldia (ESP) |                       |

| CSC | CSC                      | CSC   |
| --- | ------------------------ | ----- |
| Num | Coureur                  | Pos   |
| 21  | Ivan Basso (ITA)         | 67e   |
| 22  | Bobby Julich (USA)       | 5e    |
| 23  | Peter Luttenberger (AUT) | AB-5b |
| 24  | Jens Voigt (GER)         | 70e   |
| 25  | Giovanni Lombardi (ITA)  | 121e  |
| 26  | Carlos Sastre (ESP)      | AB-2  |
| 27  | Kurt Asle Arvesen (NOR)  | 69e   |
| 28  | Manuel Calvente (ESP)    | 98e   |

| Discovery Channel DSC | Discovery Channel DSC | Discovery Channel DSC |
| --------------------- | --------------------- | --------------------- |
| Num                   | Coureur               | Pos                   |
| 31                    | Jason McCartney (USA) | AB-5b                 |

| Rabobank RAB | Rabobank RAB            | Rabobank RAB |
| ------------ | ----------------------- | ------------ |
| Num          | Coureur                 | Pos          |
| 1            | Denis Menchov (RUS)     |              |
| 2            | Michael Boogerd (NED)   |              |
| 3            | Michael Rasmussen (DEN) |              |
| 4            | Pieter Weening (NED)    |              |
| 5            | Theo Eltink (NED)       |              |
| 6            | Alexandr Kolobnev (RUS) |              |
| 7            | Grischa Niermann (GER)  |              |
| 8            | Thorwald Veneberg (NED) |              |

| Euskaltel-Euskadi EUS | Euskaltel-Euskadi EUS | Euskaltel-Euskadi EUS |
| --------------------- | --------------------- | --------------------- |
| Num                   | Coureur               | Pos                   |
| 11                    | Iban Mayo (ESP)       |                       |
| 12                    | Haimar Zubeldia (ESP) |                       |
| 13                    | Samuel Sánchez (ESP)  |                       |
| 14                    | Markel Irizar (ESP)   |                       |
| 15                    | Iker Camaño (ESP)     |                       |
| 16                    | Gorka González (ESP)  |                       |
| 17                    | Egoi Martínez (ESP)   |                       |
| 18                    | Joseba Zubeldia (ESP) |                       |

| CSC | CSC                      | CSC   |
| --- | ------------------------ | ----- |
| Num | Coureur                  | Pos   |
| 21  | Ivan Basso (ITA)         | 67e   |
| 22  | Bobby Julich (USA)       | 5e    |
| 23  | Peter Luttenberger (AUT) | AB-5b |
| 24  | Jens Voigt (GER)         | 70e   |
| 25  | Giovanni Lombardi (ITA)  | 121e  |
| 26  | Carlos Sastre (ESP)      | AB-2  |
| 27  | Kurt Asle Arvesen (NOR)  | 69e   |
| 28  | Manuel Calvente (ESP)    | 98e   |

| Discovery Channel DSC | Discovery Channel DSC | Discovery Channel DSC |
| --------------------- | --------------------- | --------------------- |
| Num                   | Coureur               | Pos                   |
| 31                    | Jason McCartney (USA) | AB-5b                 |